# Xã Antelope, Quận Richland, Bắc Dakota
Xã Antelope (tiếng Anh: Antelope Township) là một xã thuộc quận Richland, tiểu bang Bắc Dakota, Hoa Kỳ. Năm 2010, dân số của xã này là 110 người.